# .vu
Pour les articles homonymes, voir VU.
.vu est le domaine de premier niveau national (country code top level domain : ccTLD) réservé au Vanuatu.